# Ingelsträde
Ingelsträde – miejscowość (tätort) w Szwecji, w regionie administracyjnym (län) Skania, w gminie Höganäs.
Według danych Szwedzkiego Urzędu Statystycznego liczba ludności wyniosła: 250 (31 grudnia 2015), 250 (31 grudnia 2018) i 251 (31 grudnia 2019).